# Tren Ligero de Santiago
El Tren Ligero de Santiago es un sistema de tren ligero propuesto para la ciudad de Santiago de los Caballeros en la República Dominicana. Este sería el segundo sistema de transporte público en la República Dominicana después del Metro de Santo Domingo.

## Trayecto
La ubicación y nombre de las estaciones de la red aún no ha sido anunciado oficialmente. Sin embargo, se ha informado que la línea tendrá doce estaciones, incluyendo una en el monumento a los Héroes de la Restauración, otra en la avenida de la Independencia, la avenida de la Circunvalación, con la terminal en el aeropuerto internacional del Cibao. En total, la línea tendrá una longitud de aproximadamente 22 kilómetros.

## Aprobación y construcción
La construcción de un sistema de tren ligero fue aprobado por el gobierno municipal de Santiago como medida para aleviar los problemas de congestionamiento vehicular en la ciudad. La empresa española Renfe Feve construirá la línea y según el gobierno municipal, su construcción tardará unos catorce meses en completar. El gobierno central dominicano sin embargo aún no ha proporcionado fondos para su construcción. 
A principios del siglo XXI, se planificaba que la obra comenzase a mediados del 2008, pero para el 2020 aún no había iniciado su construcción.
En junio de 2020 el candidato presidencial del Partido de la Liberación Dominicana, Gonzalo Castillo, prometió que se dedicaría a poner en marcha las obras del Tren Ligero.